# 바다이야기 ~당신이 있어 주었기에~
바다이야기 ~당신이 있어 주었기에~(일본어: うみものがたり 〜あなたがいてくれたコト〜 우미모노가타리 ~아나타가이테쿠레타코토~[*])는 일본의 TV 애니메이션 작품으로, 2009년 여름부터 CBC 제작가 제작하여 TBS 계열 방송국 등에서 방송됐다.

## 개요
산요 물산의 파칭코 시리즈인 《우미모노가타리 시리즈》를 원안으로 하고 있지만, 원안과는 다른 오리지널의 설정 스토리이다. 또한 애니메이션 방송 이후에 출시된 《CR 슈퍼 해 이야기 IN 오키나와 2 (벚꽃 버전)》는 애니메이션의 영상과 주제가 (편곡 버전)가 이용되고 있다.
애니메이션의 무대는 가고시마현의 외딴 섬으로, 天神子島는 아마미오섬을 모델로 하고있다. 제작에 있어서 현지 취재도 이루어졌다. 등장 인물의 일부도 섬의 방언을 말하는 설정이 있다.